# Terminologie referitoare la Insulele Britanice

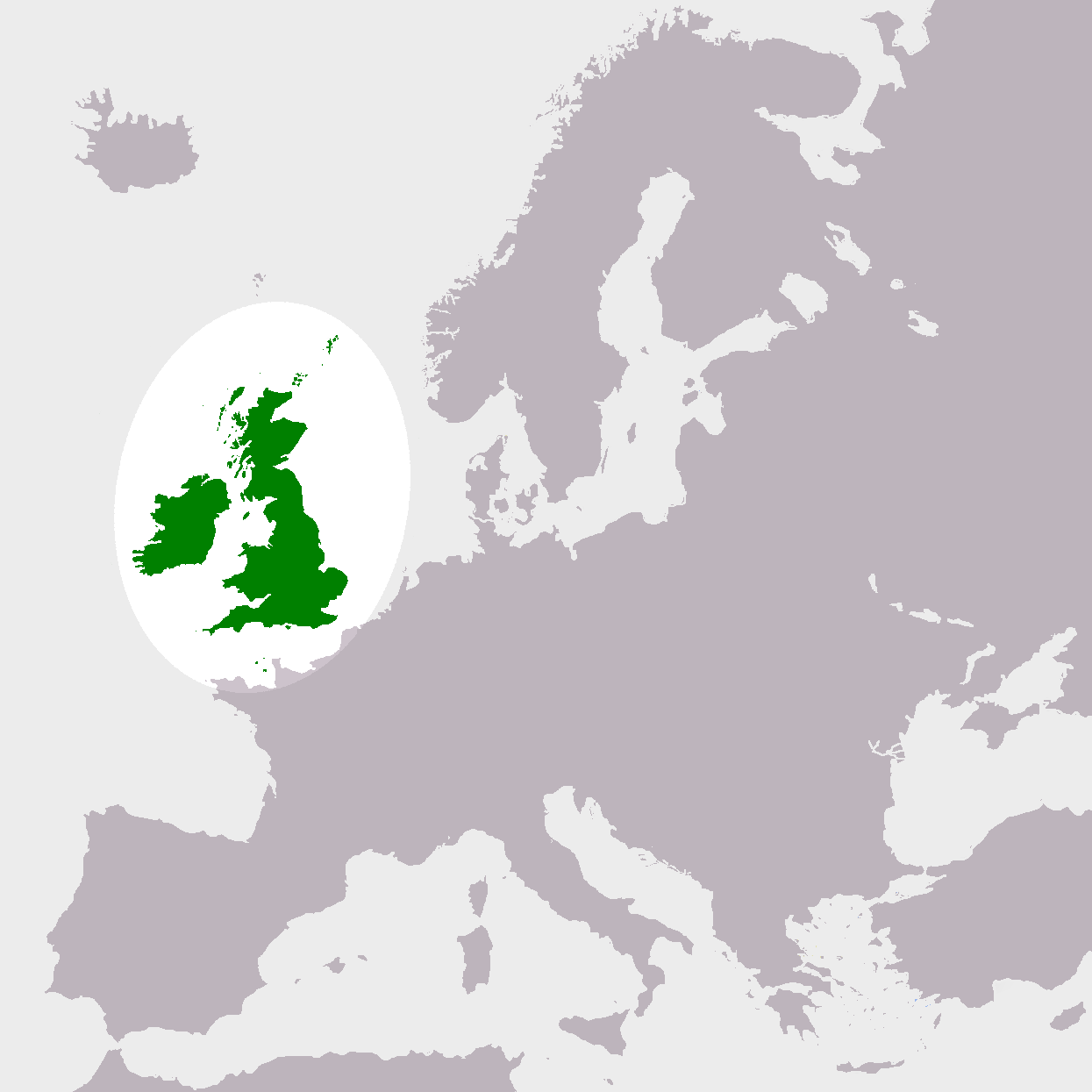
      Insulele Britanice

O diagramă Euler care clarifică terminologia (termenii geografici sunt în roșu, iar cei politici în albastru).

Insulele britanice sunt subiect al folosirii a numeroși termeni care descriu diferite (și de multe ori suprapuse) zone geografice și politice. Astfel, există numeroși termeni pentru insulele britanice, dintre care insulele Marea Britanie și Irlanda sunt cele mai mari.
Terminologia este adesea sursă de confuzii, în parte datorită similarităților dintre cuvintele folosite, respectiv datorită nefolosirii nuanțate a termenilor implicați. Scopul acestui articol este explicarea diferențiată a termenilor, precum și a relațiilor dintre aceștia și alți termeni.
- Termeni geografici
  - Insulele britanice (conform, [The] British Isles) este un arhipelag, constând din două insule mari, Marea Britanie (Great Britain) și Irlanda (Ireland) și o mulțime de insule înconjurătoare.
  - Marea Britanie este cea mai mare insulă a acestui arhipelag. [1][2][3]
  - Irlanda este cea de-a doua cea mai mare insulă a archipelagului, găsindu-se la vestul Marii Britanii.
  - Lista insulelor din arhipelagul insulelor britanice cuprinde peste 1.000 de insule,[4] dintre care doar 51 au o suprafață mai mare de 20 km².

- Termeni politici
  - Regatul Unit al Marii Britanii și al Irlandei de Nord (în original, [The] United Kingdom of Great Britain and Northern Ireland) este o monarhie constituțională ocupând insula Marea Britanie, majoritatea insulelor din arhipelag, dar nu Insula Man (Isle of Man) și Insulele Canalului (Channel Islands), respectiv partea de nord-est a insulei Irlanda. Adesea, numele corect al țării este prescurtat la Regatul Unit (United Kingdom ori the UK, ori chiar UK), dar folosirea termenilor Marea Britanie (Great Britain) ori Britania (Britain) este incorectă atunci când se referă la statul modern. [5][6] Abrevierea GB (pentru  Great Britain) este folosită pentru a desemna Regatul Unit al Marii Britanii și al Irlandei de Nord în anumite înțelegeri internaționale, așa cum sunt Uniunea Poștală Internațională (Universal Postal Union) și Convenția traficului rutier (Road Traffic Convention), precum și în codificarea ISO 3166 (ca GB și GBR).
  - Republica Irlanda, adesea doar Irlanda (în limba irlandeză, Éire, care înseamnă Irlanda) este un stat suveran ocupând cea mai mare parte a insulei Irlanda. Pentru a face distincția dintre stat și insulă, respectiv dintre insulă, stat și Irlanda de Nord, statul este numit "Republica Irlanda" ("The Republic of Ireland") ori doar "Republica" ("The Republic"). Ocazional, numele său din irlandeză, Éire, poate fi folosit pentru a face distincția dintre statul suveran și Irlanda de Nord ("Northern Ireland").
  - Anglia (England), Scoția (Scotland}, Țara Galilor (Wales) și Irlanda de Nord (Northern Ireland) sunt cele patru țări care formează Regatul Unit. De altfel, aceste entități statale sunt adesea numite țări constituente (constituent countries ori home nations) ale Regatului Unit al Marii Britanii și al Irlandei de Nord.
  - Anglia și Țara Galilor (England and Wales), Scoția (Scotland) și Irlanda de Nord (Northern Ireland) sunt subiecte juridice ale Regatului Unit. [7]
  - Marea Britanie (Great Britain) desemnează geografic cea mai mare insulă, dar politic însemnă țările care ocupă geografic această insulă, Anglia (England), Țara Galilor (Wales) și Scoția (Scotland), toate considerate ca o entitate. [6][8]
  - Insulele Britanice (British Islands) ca entitate politică constau din Regatul Unit (the United Kingdom), Insulele Canalului (the Channel Islands} și Insula Man (Isle of Man). Aceastea sunt state care au în comun același monarh, monarhul britanic ca șef de stat.

- Termeni lingvistici
  - Referirea în documente oficiale la Regatul Unit (conform, United Kingdom) și Republica Irlanda (conform, Republic of Ireland sau The Republic of Ireland) se face adesea folosind termenul de națiuni sau țări. În schimb, referirea comună la Anglia (England), Țara Galilor (Wales), Scoția (Scotland) și {mult mai rar) la Irlanda de Nord (Northern Ireland) folosește de asemenea noțiunile de națiune și cea de țară. De fapt, în vorbirea de zi cu zi, cele două noțiuni de națiune și cea de țară sunt de fapt perfect interschimbabile.
  - Britanic (British) este un adjectiv referitor la Regatul Unit al marii Britanii și al Irlandei de Nord; spre exemplu un cetățean al Regatului Unit este numit un subiect britanic sau un cetățean britanic.
  - Anglo- este adesea folosit ca prefix adjectival referindu-se la Regatul Unit, în special în domeniul relațiilor diplomatice, ca de exemplu Tratatul Anglo-Irlandez, Declarația Anglo-Franceză, etc..

## Dintr-o privire
Imaginile de mai jos permit o rapidă referință vizuală pentru conceptele , entitățile și teritoriile descrise aici.

Insulele britanice (geografic) The British Isles
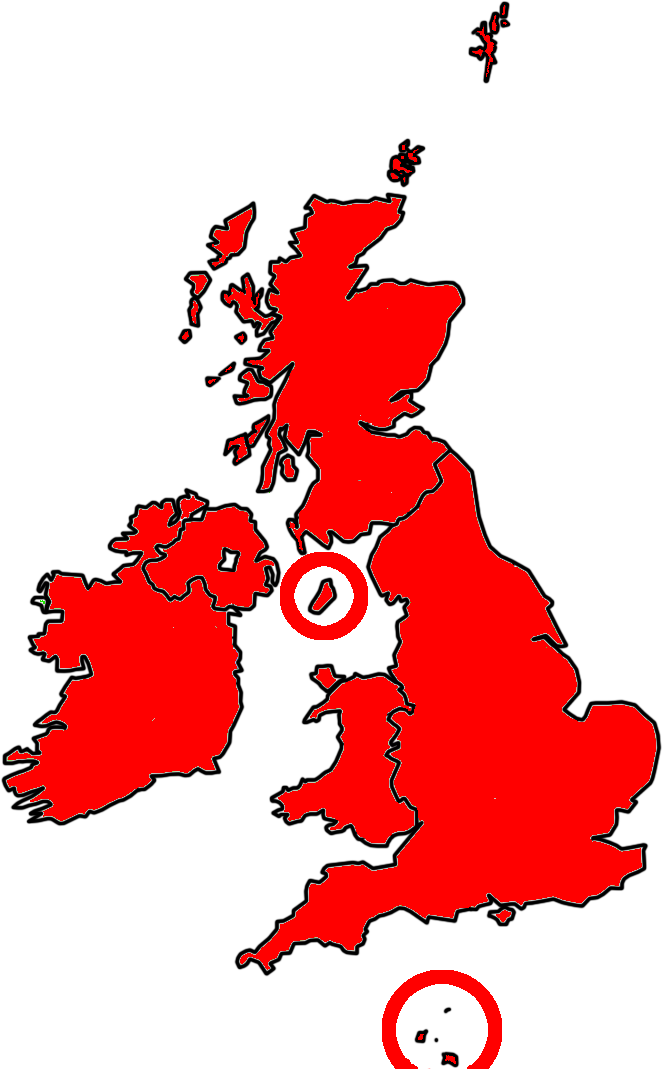
Insulele britanice (politic) The British Islands
Regatul Unit (geografic și politic) The United Kingdom
Marea Britanie (geografic și politic) Great Britain
Insula Irlanda Ireland
Anglia England
Scoția Scotland
Țara Galilor Wales
Republica Irlanda Republic of Ireland (oficial Ireland)([9]
Irlanda de Nord Northern Ireland
Insula Man [The] Isle of Man
Insulele Canalului The Channel Islands (Jersey, Guernsey)